# Xian de Karakash
Cette page contient des caractères spéciaux ou non latins. S’ils s’affichent mal (▯, ?, etc.), consultez la page d’aide Unicode.
Le xian de Karakash (墨玉县 ; pinyin : Mòyù Xiàn ; ouïghour : قاراقاش ناھىيىسى / Karakaş Nahiyisi) est un district administratif de la région autonome du Xinjiang en Chine. Il est placé sous la juridiction de la préfecture de Hotan.

## Démographie
La population du district était de 394 231 habitants en 1999.